# Theodor von Götz

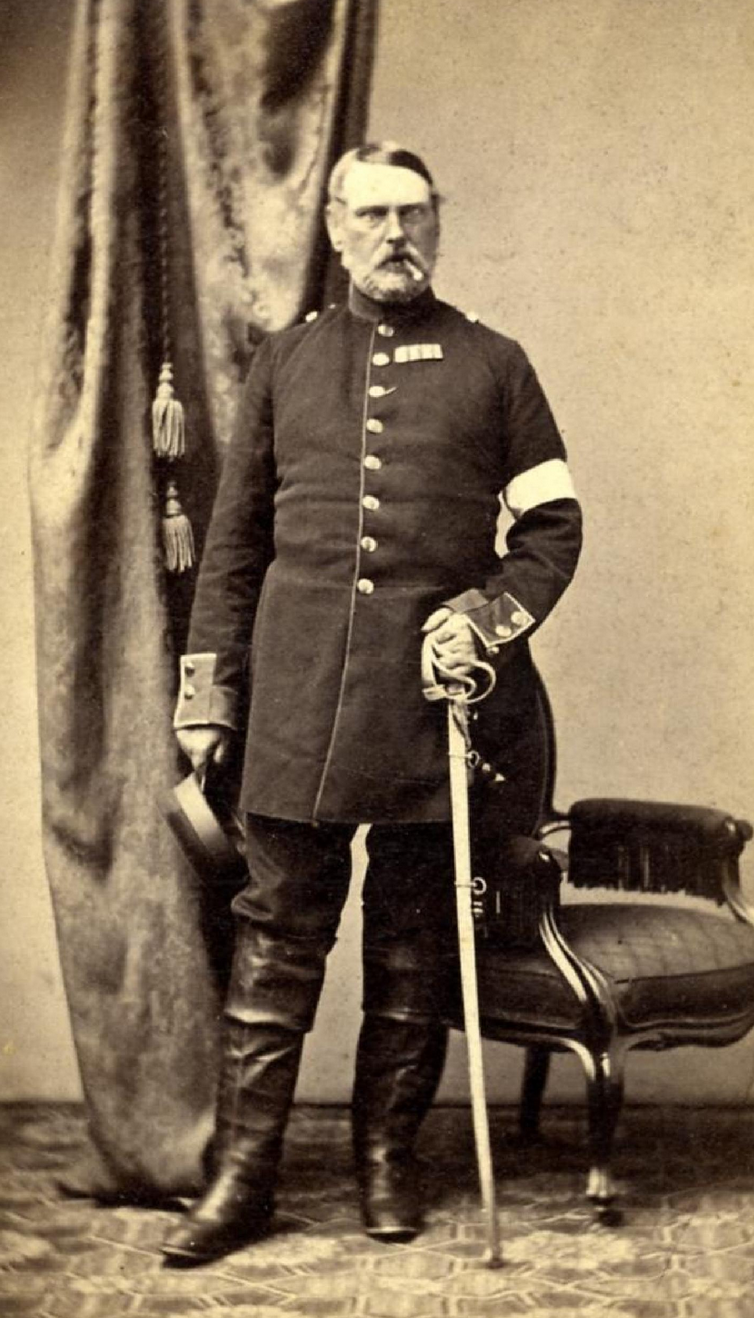
Carl Theodor von Götz

Carl Theodor von Götz (* 14. Dezember 1826 in Litschen; † 21. Juli 1892 in Dresden) war ein sächsischer Offizier und bekannter Schlachtenmaler.

## Leben
Theodor von Götz trat 1843 in den Kadettenkorps der sächsischen Armee ein und wurde nach langjähriger Erziehung als Portepeefähnrich dem 3. Schützen-Bataillon überwiesen. Am 17. Juni 1848 avancierte er in dieser Position zum Sekondeleutnant. Er beteiligte sich am schleswig-holsteinischen Feldzug von 1849, dabei u. a. an der Erstürmung der Düppeler Schanzen, und wurde noch im selben Jahr am 17. Dezember zum Premierleutnant befördert. In diesem Konflikt zeichnete er seine ersten Skizzen, die ihm später als Unterlagen dienten. In den nächsten Jahren durchlief er eine gewöhnliche militärische Laufbahn und wurde am 7. August 1861 zum Hauptmann und Kompaniechef beim Bataillon, nun umbenannt in 3. Jäger-Bataillon, befördert. Er nahm mit seinem Truppenteil den Krieg gegen Preußen teil und erlebte die Niederlage des Königreichs Sachsen sowie anschließende Neuorganisation der sächsischen Armee, wobei er so am 28. März 1867 zum Major und Bataillonskommandeur beim Infanterie-Regiment „König Ludwig III. von Bayern“ (3. Königlich Sächsisches) Nr. 102 befördert wurde. Nachfolgend wurde er Bataillonskommandeur des 2. Königlich Sächsische Jäger-Bataillon Nr. 13 und führte dieses nach Ausbruch des Krieges gegen Frankreich an die Front. Nach Kriegsende wurde er am 3. Januar 1872 zum Oberstleutnant befördert und wurde unter Genehmigung seines Abschiedsgesuches 1873 zur Disposition gestellt.
Als Künstler war er anfänglich Schüler des Genremalers Johann Gottlieb Hantzsch in Dresden und wurde nachfolgend Schüler von Ludwig Albrecht Schuster. Nach seinem Abschied aus dem Heeresdienst widmete er sich völlig der Kunst. Eines seiner ersten Gemälde, die Erstürmung der Düppeler Schanzen, wurde 1851 ausgestellt. Er zeichnete zahlreiche Schlachtenbilder aus den Kriegen an welchen er teilnahm, wobei der König von Sachsen zahlreiche seiner Bilder in seiner Privatkollektion besaß. Sein Meisterstück, Die Begrüßung des Kronprinzen Albert von Sachsen, wurde in der Königlichen Gemäldegalerie in Dresden ausgestellt.
1905 veranstaltete der Sächsische Kunstverein eine Gedächtnisausstellung zu Ehren der Könige Albert und Georg, wobei zahlreiche seiner Gemälde ausgestellt wurden. Er wurde auch Jahrzehnte nach seinem Tod als Der Maler der Sächsischen Armee bezeichnet.